# Parasiccia ochrorubens
Parasiccia ochrorubens är en fjärilsart som beskrevs av Paul Mabille 1900. Parasiccia ochrorubens ingår i släktet Parasiccia och familjen björnspinnare. Inga underarter finns listade i Catalogue of Life.